# Anna Lehnická
Anna Lehnická, Anna Přemyslovna, Anna Vratislavská nebo také Anna Česká (1201/1204 ? zřejmě v Praze – 23. června 1265 Vratislav) byla dcera Přemysla Otakara I., manželka Jindřicha II. Pobožného a slezská a polská kněžna.

## Životopis
Anna byla dcerou českého krále Přemysla Otakara I. a jeho druhé manželky Konstancie Uherské. Byla sestrou sv. Anežky. Byla vychovávaná na dvoře svého budoucího tchána Jindřicha I. Bradatého a jeho manželky Hedviky. Mezi lety 1214–1220 se provdala za Jindřicha II. Pobožného. Přemysl Otakar I. chtěl patrně tímto sňatkem neutralizovat vliv Děpolticů na dvoře Jindřicha I. Bradatého, jehož sestra Adéla Zbyslava Slezská byla manželkou vyhnaného Děpolta III. Kněžna Anna měla s Jindřichem II. Pobožným asi deset dětí. Její manžel zemřel v bitvě u Lehnice 9. dubna 1241.

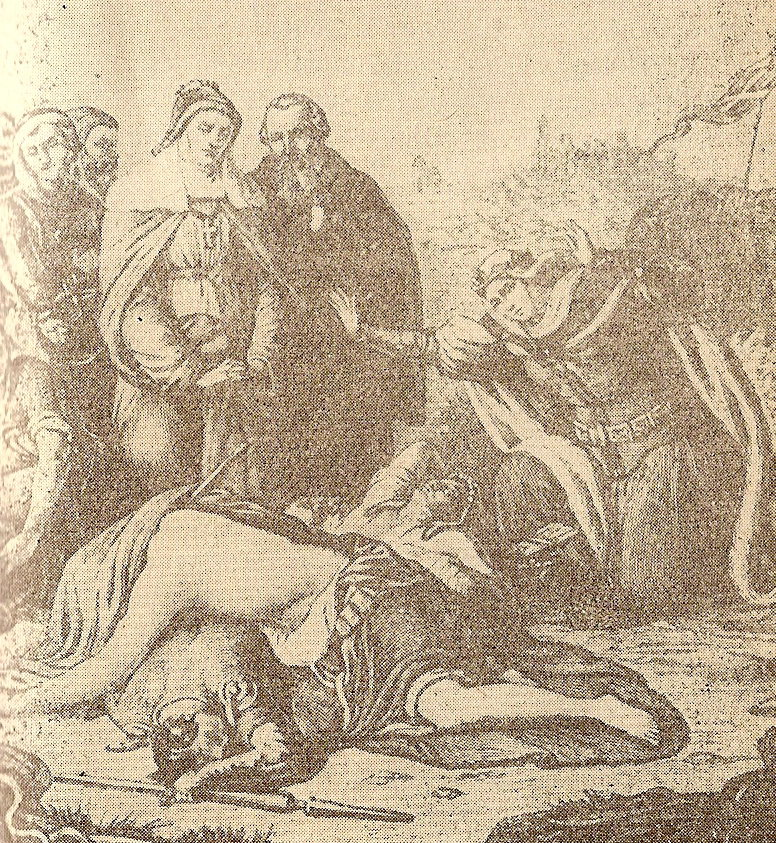
Anna nad ostatky Jindřicha Pobožného, A. Lesser, 1884.

Anna jako kněžna-vdova byla zřejmě rok regentkou, i když v této věci panují určité pochybnosti. Jediným svědectvím je totiž legenda vzniklá na začátku 14. století a dvě kněžnou Annou podepsané listiny vydané roku 1242. Brzy se však vlády ujal její nejstarší syn Boleslav Lysý. Ten vládl spolu se svými mladšími bratry, zejména s Jindřichem, do roku 1248, kdy došlo k rozdělení (dolního) Slezska. Boleslav spolu s Konrádem vládl v Lehnici a Jindřich s Vladislavem ve Vratislavi, kde měla své sídlo i kněžna Anna. Od té doby často vystupuje na listinách svého syna Jindřicha III. Vratislavského.
Kněžna Anna používala vlastní pečeť: ANNA DEI GRACIA ZLESIE DVCISSA IVNIOR.

## Charita a podpora církve
Již roku 1242 předala kněžna Anna opatovickým benediktinům les ve slezském Křešově (locum in silva, que Cressebor nuncupatur). Na konci 13. století vznikl křesoborský klášter, kam byli přivedeni cisterciáci.
Po smrti svého manžela převzala náklady na dokončení stavby františkánského kláštera ve Vratislavi. Roku 1253 přivedla do špitálu sv. Alžběty ve Vratislavi křižovníky s červenou hvězdou, řád, který v Praze založila její sestra Anežka. Na této fundaci se podíleli i její synové. Špitál byl umístěn na místě dvora kněžny Anny na levém břehu řeky Odry. Špitál obdržel pouze část Annina pozemku, další část byla určena pro založení kláštera klarisek, které přišly rovněž z Prahy roku 1257. Kostel konventu byl vysvěcen vratislavským biskupem roku 1260. Tento klášter se stal pohřebištěm slezských piastovských knížat a kněžen ve středověku a novověku.

## Potomci

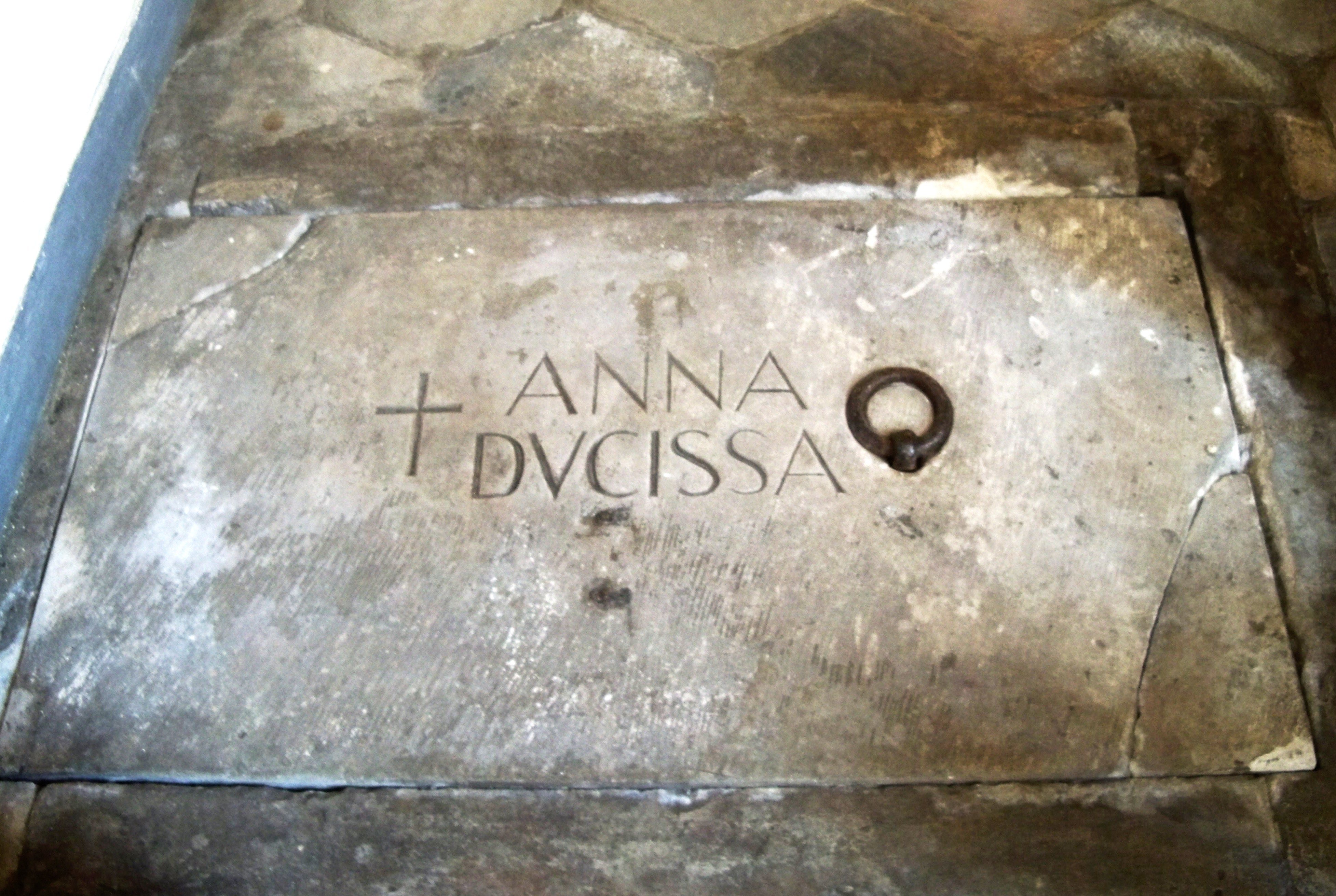
Hrob kněžny Anny.

1. Gertruda (asi 1218/20 – 1247), manžel Boleslav I. Mazovský
2. Konstancie (asi 1221 – asi 1257), manžel Kazimír I. Kujavský
3. Boleslav II. Rogatka (asi 1220/25 – 1278)
4. Měšek Lubušský (asi 1223/27 – 1242)
5. Jindřich III. Bílý (1227/30 – 1266)
6. Konrád I. Hlohovský (1228/31 – asi 1274)
7. Alžběta (asi 1232 – 1265), manžel Přemysl I. Velkopolský
8. Anežka (asi 1236 – po r. 1278), abatyše
9. Vladislav Slezský (1237–1270)
10. Hedvika (asi 1238/41 – 1318), abatyše